# 羅貴星
羅貴星（1961年12月15日—），臺灣苗栗縣人，中華民國政治人物、雕塑家、民主進步黨黨員。國立勤益科技大學工學碩士、中原大學工業博士畢業。曾任第17及18屆苗栗縣三義鄉農會理事、苗栗縣小英之友會秘書長、第19屆苗栗縣三義鄉鄉民代表、第18屆及第19屆苗栗縣議員，現任第20屆苗栗縣議員。

## 早年生涯
羅貴星出生於台灣苗栗縣三義鄉，父親以經營木雕工廠為業。他從小在家庭耳濡目染下接觸雕刻，奠定日後木雕手藝的基礎。求學時期於勤益科大、中原大學完成碩士及博士學業，畢業後通過特考成為鐵路局員工。直至1989年開始轉換跑道，返鄉繼承家中木雕事業並將工廠轉型為店面，以文創商品形式行銷木雕作品。從事木雕工作之餘也熱心於公眾服務，在三義當地擔任觀光發展協會理事長、水美商圈產業發展協會理事長、民防及警友會顧問、苗栗縣職業總工會常務理事等職務。

## 政治生涯
羅貴星2010年參選三義鄉鄉民代表，當選。2014年時轉參選苗栗縣議員，落選。但由於同區議員張家靜涉嫌賄選遭判決當選無效，由落選頭羅貴星遞補上任。連任至今。

#### 競選2020年立法委員
2019年8月21日，民進黨中執會徵召羅貴星參選苗栗縣第一選區立法委員，主要競爭對手為國民黨籍現任立委陳超明。提出增設空氣品質監測站、推動農業保險及青農培育計畫、爭取設置平價公托中心、逐年調漲基本工資並落實勞檢、推廣地方品牌創生等政見。選舉結果獲得5萬6622票、得票率37.98%，僅在深綠票倉苑裡鎮以約1000票領先，未能成功當選該屆立委。選後承諾會繼續在地深耕，盡力做好選民服務工作。

## 爭議
2020年5月，苗栗縣三義鄉廖男於土地堆置廢棄物，事後擔心觸犯《廢棄物清理法》。羅貴星知悉後聲稱與檢調人員關係良好，願以150萬元協助處理；經雙方討價還價後，羅表示至少需要50萬元；廖男最終未支付金額，錄音存證雙方對話送交檢調處理。7月20日，經苗栗地檢署偵結，全案以詐欺取財未遂罪嫌起訴。

## 選舉紀錄
| 年度 | 選舉屆數                   | 選舉區           | 所屬政黨   | 得票數 | 得票率 | 當選標記 | 備註 |
| ---- | -------------------------- | ---------------- | ---------- | ------ | ------ | -------- | ---- |
| 2010 | 第十九屆三義鄉鄉民代表選舉 | 三義鄉第二選舉區 | 無黨籍     | 550    | 22.01% |          |      |
| 2014 | 第十八屆苗栗縣議員選舉     | 苗栗縣第二選舉區 | 民主進步黨 | 4,465  | 16.64% | 遞補當選 |      |
| 2018 | 第十九屆苗栗縣議員選舉     | 苗栗縣第二選舉區 | 民主進步黨 | 6,242  | 25.15% |          |      |
| 2020 | 第十屆立法委員選舉         | 苗栗縣第一選舉區 | 民主進步黨 | 56,622 | 37.98% |          |      |
| 2022 | 第二十屆苗栗縣議員選舉     | 苗栗縣第二選舉區 | 民主進步黨 | 5,112  | 22.60% |          |      |

## 外部連結
- 羅貴星的Facebook專頁